# القناع (مسلسل كرتوني)
القناع (بالإنجليزية: The Mask: Animated Series)‏ هو مسلسل رسوم متحركة أمريكي أنتج في عام 1995 من طرف دارك هاوس إنترتينمنت، مألف من جزئين مكون من 52 حلقة، يرتكز على فيلم وعلى مجلة مصورة، تم عرض أول مرة بين 12 أغسطس سنة 1995 إلى 13 ديسمبر 1997.
في الوطن العربي بث على عدة قنوات، كانت أول مرة سنوات 2014-2000 في قناة سبيستون

## مختصر
عامل بسيط في بنك، مهمش، مكسور الخاطر، وليس لديه ثقة بنفسه السيد سامح، يعثر فجأة على قناع به قوى خارقة للعادة، وكلما يرتديه، يصبح القناع، والمقنع شخص واثق في نفسه، شجاع، وله قوى خارقة.
يستعمل السيد سامح القناع في فعل الخير، وعادة في التصدي لأبشع المجرمين في المدينة، وهنالك ثلاثة أشخاص فقط الذين يعرفون سر القناع وسنذكرهم ضمن الشخصيات.
أما القناع، فيظهر على أنه قناع خشبي عادي، ولكنه غير ذلك، يمنح طاقة أو قوى غير عادية لمن يضعه، أوجد منذ عدة قرون خلت، وأمتلكه الكثيرون آخرهم القرصان ريتشارد هاوكنز، وهذا الأخير كان يحتفظ به في خزانة مقفلة، قبل ان تغرق السفينة.
قامت جماعة من الغطاسين بإستكشاف حطام السفينة، وبسبب حادثة رهبة، انكسرت تلكة الخزانة، وخرج منها القناع، عثر عليه السيد سامح في أحد ركام المياه في المدينة

القناع

## الشخصيات

### الأبطال
- السيد سامح أو ستانلي ايبكيس (بالإنجليزية: Stanley Ipkiss)‏ بطل القصة، عامل مصرف، قليل الحظ نبيل وطيب القلب، يعيش في شقة صغيرة ولديه سيارة لا تعمل، صاحب القناع، عوض أن يتخلص منه قرر الاحتفاظ به، وقد حاول من قبل التخصل منه برمية، ومرة أخرى بمحاولة تحطيمه، ولكن دون جدوى، يعود إليه كل مرة عندما تكون هنالك مشاكل جد طارئة، لمواجهة مجرمين، أو توقيف جريمة، وقد استعمله في أحد الحلقات للتصدي للشيطان السراب،

القناع (المقنع) (بالإنجليزية: The Mask)‏ مشوش ومرتبك نوعا ما، مع وجود إحساس بالمسؤولية، وفي بعض الأحيان يظهر كعديم للمسؤولية، كالسخرية من رجال الشرطة، أو الذهاب لقضاء أمتع الأوقات في مسرح الطبول، عوض الوقوف في وجه الجريمة والمجرمين.
وله لقطة شهيرة والمعروفة برفع السراويل وهو يرقص مثل فنان شهيرة مايكل جاكسون وهو يرتدي ملابس رسمية وقبعة جميعها لونها اصفرة.  المؤدي الصوتي (روب بولسن )، ( يحيى الكفري )

المقنع

### شخصيات أخرى
- مايلو كلب سامح، وهو متغير المزاج نوعا ما، تارة يتصرف ببلاهة وتارة أخرة بذكاء، وأحيانا ما يقوم بلبس القناع، فيتحول إلى كلب برأس كبيرة، ومع انياب كبيرة تشبه أنياب سمكة القرش، وله نفس القوى الخارقة للمقنع، ويمكن أن يتحول إلى حيوانات أخرى مثل : (قرش، ثور، تنين ... إلخ).

المؤثرات الصوتية من قبل (فرانك ويلكر )
- السيدة رشا أو السيدة أم تحسين وهي جارة سامح وهي دائما تطالب سامح بدفع أجرة الشقة التي يسكن فيها.

- الصحفية مها، هي أقرب صديق للسيد سامح، وهي أحد الشخصيات التي تعرف سر المقنع، قامت بخداعه أحد المرات، وذلك بكشف سره لأحد رجال المافيا في المنطقة، وهذا ما جعل صداقتهما تتلاشى بعض الشيء. وبعدها أصبحت علاقتهما جيدة كالسابق، بعدما قامت بإنقاذ حياته أكثر من مرة، وهي ضد فكرة تخلص سامح من القناع، لأنه دوما يجعلها متألقة، وأخبارها تكتب في الصفحة الأولى بسبب نقل أخبار المقنع.و بأحد الحلقات أرتدت القناع.

- الرقيب كمال بني أو الملازم ميتش كيللاواي (بالإنجليزية: Lt. Mitch Kellaway)‏ ضابط شرطة في المدينة، شخص لا يحب المزاح، ومزاجي نوعا ما، يعمل جاهدا في كامل السلسلة لإلقاء القبض على المقنع، وهو على شك أو لديه شكوك أن المقنع هو نفسه سامح، وكلما يحاول القبض عليه، يتعرض للإهانة، مرة يجد نفسه باللباس الداخلي، وتارة أخرى يقوم المقنع برفع سرواله إلى رأسه.

المؤدي الصوتي (نيل روس )، (الصوت الأول مأمون زرقان - الصوت الثاني محمد حداقي )
- المساعد دعبول أو المحقق دويل (بالإنجليزية: Detective Doyle)‏ هو أحد رجال الشرطة، ومرافق للضابط كمال، سمين، أكول، وأحيانا غير كفؤ، لطيف ومنطقي، وهو غير مقتنع بأن المقنع مجرم، وفي أحد الحلقات قام بمساعدته.

المؤدي الصوتي (جيم كامينجز )، (أيمن السالك )
- السيد سرحان أو تشارلي شوماخر (بالإنجليزية: Charlie Schumacher)‏ زميل السيد سامح في العمل، في المصرف، شخص طماع وجحود، وانتهازي للفرص، يجعل دوما السيد سامح يقوم بأعماله التي يتوجب عليه هو القيام بها، وبعدها يصبح هو المدير الرئيسي للبنك.

المؤدي الصوتي (مارك تايلور )، (رأفت بازو )
- ميادة شرطية نشيطة

- وردة سكرتيرة تعمل في المصرف الذي يعمل فيه سامح وسرحان.

### الأشرار
- فدعوس أو بريتوريوس (بالإنجليزية: Pretorius)‏ وهو عالم شرير والخصم للمقنع... و يخطط دائمًا الحصول على القناع و التحكم فيه.

المؤدي الصوتي (تيم كاري )، (مروان فرحات )
- صخري
- الهلامي
- مكدوسه

## وصلات خارجية
- القناع الأخضر على موقع IMDb (الإنجليزية)
- القناع الأخضر على موقع روتن توميتوز (الإنجليزية)
- القناع الأخضر على موقع قاعدة بيانات الأفلام العربية
- القناع الأخضر على موقع فيلمافينيتي (الإسبانية)
- القناع الأخضر على موقع كينوبويسك (الروسية)
- القناع الأخضر على موقع ألو سيني (الفرنسية)
- القناع الأخضر على موقع قاعدة بيانات الفيلم (الإنجليزية)